# Branson (Missouri)
Branson és una població dels Estats Units a l'estat de Missouri. Segons el cens del 2000 tenia 6.050 habitants.

## Demografia
Segons el cens del 2000, Branson tenia 6.050 habitants, 2.701 habitatges, i 1.661 famílies. La densitat de població era de 144,4 habitants per km².
Dels 2.701 habitatges en un 24,3% hi vivien nens de menys de 18 anys, en un 48,9% hi vivien parelles casades, en un 9,4% dones solteres, i en un 38,5% no eren unitats familiars. En el 31,9% dels habitatges hi vivien persones soles el 14,1% de les quals corresponia a persones de 65 anys o més que vivien soles. El nombre mitjà de persones vivint en cada habitatge era de 2,21 i el nombre mitjà de persones que vivien en cada família era de 2,76.
Per edats la població es repartia de la següent manera: un 20,3% tenia menys de 18 anys, un 8,2% entre 18 i 24, un 24,4% entre 25 i 44, un 27% de 45 a 60 i un 20,2% 65 anys o més.
L'edat mediana era de 43 anys. Per cada 100 dones de 18 o més anys hi havia 83,2 homes.
La renda mediana per habitatge era de 31.997 $ i la renda mediana per família de 43.145 $. Els homes tenien una renda mediana de 31.769 $ mentre que les dones 21.223 $. La renda per capita de la població era de 20.461 $. Entorn del 9,7% de les famílies i el 12,1% de la població estaven per davall del llindar de pobresa.

## Poblacions més properes
El següent diagrama mostra les poblacions més properes.